# خوسيه ماريا روبيو
خوسيه ماريا روبيو (بالإسبانية: José María Rubio)‏ هو كاهن كاثوليكي إسباني، ولد في 22 يوليو 1864 في دلاية في إسبانيا، وتوفي في 2 مايو 1929 في آرنخويث في إسبانيا.